# 장기로 (공주 세종)
장기로 (Janggi-ro)는 충청남도 공주시 신관동 금흥 교차로와 세종특별자치시 종촌동 너비뜰 교차로를 잇는 도로이다.

## 주요 경유지
충청남도
- 공주시 (신관동 - 월송동) - 세종특별자치시 (장군면 - 고운동 - 종촌동)

## 노선
| 이름                                     | 접속 노선                            | 소재지         | 소재지 | 비고               |
| ---------------------------------------- | ------------------------------------ | -------------- | ------ | ------------------ |
| 금흥 교차로                              | 신금1길                              | 공주시         | 신관동 |                    |
| (이름 없음)                              | 연수원길                             | 공주시         | 월송동 |                    |
| 장기농공단지 교차로                      | 무령로                               | 공주시         | 월송동 |                    |
| 건설사업소 교차로                        | 공주나들목로                         | 공주시         | 월송동 |                    |
| 송선 교차로                              | 국도 제23호선 국도 제36호선 (차령로) | 공주시         | 월송동 | 국도 제36호선 구간 |
| 송선3교                                  |                                      | 공주시         | 월송동 | 국도 제36호선 구간 |
| 송선1 교차로                             | 장척로 금동길 송선황새골길           | 공주시         | 월송동 | 국도 제36호선 구간 |
| 송선5교                                  |                                      | 공주시         | 월송동 | 국도 제36호선 구간 |
| 서세종 나들목 (서세종IC 교차로) (장기교) | 30호선 서산영덕고속도로              | 공주시         | 월송동 | 국도 제36호선 구간 |
| 하봉 교차로                              | 장척로                               | 세종특별자치시 | 장군면 | 국도 제36호선 구간 |
| 은용 교차로 (도계육교)                   | 산학리길 장기초교길                  | 세종특별자치시 | 장군면 | 국도 제36호선 구간 |
| 대교천교                                 |                                      | 세종특별자치시 | 장군면 | 국도 제36호선 구간 |
| 봉안 교차로                              | 장척로 봉안길                        | 세종특별자치시 | 장군면 | 국도 제36호선 구간 |
| 너비뜰 교차로                            | 국도 제1호선 국도 제36호선 (세종로)  | 세종특별자치시 | 종촌동 | 국도 제36호선 구간 |
| 가름로와 직결                            |                                      |                |        |                    |